# Odprto prvenstvo Anglije 2007
Odprto prvenstvo Anglije 2007 je teniški turnir za Grand Slam, ki je med 25. junijem in 8. julijem 2007 potekal v Londonu.

## Moški posamično
Roger Federer :  Rafael Nadal 7-6(7), 4-6, 7-6(3), 2-6, 6-2

## Ženske posamično
Venus Williams :  Marion Bartoli 6-4, 6-1

## Moške dvojice
Arnaud Clément /  Michaël Llodra :  Bob Bryan /  Mike Bryan 6-7(5), 6-3, 6-4, 6-4

## Ženske dvojice
Cara Black /  Liezel Huber :  Katarina Srebotnik /  Ai Sugijama 3-6, 6-3, 6-2

## Mešane dvojice
Jamie Murray /  Jelena Janković :  Jonas Björkman /  Alicia Molik 6-4, 3-6, 6-1